# Такі Мітійо
Такі Мітійо (яп. 瀧 通世) — японський футболіст, що грав на позиції нападника.

## Виступи за збірну
У 1927 року дебютував в офіційних матчах у складі національної збірної Японії. У формі головної команди країни зіграв 1 матч. Був учасником Far Eastern Championship Games 1927 року.

## Статистика
Статистика виступів у національній збірній.
| Збірна Японії | Збірна Японії | Збірна Японії |
| Роки          | Ігри          | голи          |
| ------------- | ------------- | ------------- |
| 1927          | 1             | 0             |
| Усього        | 1             | 0             |